# Anosia candidus
Anosia candidus är en fjärilsart som beskrevs av Clark 1941. Anosia candidus ingår i släktet Anosia och familjen praktfjärilar. Inga underarter finns listade i Catalogue of Life.